# Agneta Skardžiuvienė
Agneta Skardžiuvienė (geborene Lobačevskytė; *  16. November 1986 in Vilnius, Sowjetunion) ist eine litauische Verwaltungsjuristin und Politikerin.

## Leben
Ab 1997 besuchte Agneta Lobačevskytė die Mittelschule Žvėrynas und 2005 machte ihr Abitur am Gymnasium Žvėrynas. Von 2005 bis 2009 absolvierte Lobačevskytė das Bachelorstudium und von 2009 bis 2011 das Masterstudium der Rechtswissenschaft an der Mykolo Romerio universitetas. Ab 2006 arbeitete sie schon als Studentin im Rechtswesen.
Von 2011 bis 2012 arbeitete Lobačevskytė als Gehilfin und Sekretärin in der Seimas-Kanzlei und anschließend als Beraterin des Vizepräsidenten des litauischen Parlaments. Von 2013 bis 2014 arbeitete sie als Beraterin zu Rechtsfragen im  Sekretäriat der Parlamentspräsidentin Loreta Graužinienė. Vom 29. September 2014 bis 2015 war sie Vizekulturministerin im Kabinett Butkevičius. Seit Juni 2015 ist sie Gleichstellungsbeauftragte.
Skardžiuvienė spricht englisch, russisch und polnisch.

## Familie
Skardžiuvienė ist verheiratet.